# Silometopoides
Silometopoides és un gènere d'aranyes araneomorfes de la subfamília dels erigonins, dins de la família Linyphiidae. Es pot trobar a la zona holàrtica: Europa, Àsia, els Estats Units, el Canadà, i Groenlàndia:
Fou descrit per primera vegada per Kiril Ieskov l'any 1990.
És sinònim del gènere Orientopus Eskov, 1992

## Llista d'espècies
Segons The World Spider Catalog 12.0:
- Silometopoides asiaticus (Eskov, 1995) – el Kazakhstan
- Silometopoides koponeni (Eskov & Marusik, 1994) – Rússia
- Silometopoides mongolensis Eskov & Marusik, 1992 – Rússia, Mongòlia
- Silometopoides pampia (Chamberlin, 1949) (Espècie tipus) – Rússia, Canadà, Groenlàndia
- Silometopoides pingrensis (Crosby & Bishop, 1933) – USA
- Silometopoides sibiricus (Eskov, 1989) – Rússia
- Silometopoides sphagnicola Eskov & Marusik, 1992 – Rússia (Europa, Sibèria)
- Silometopoides tibialis (Heimer, 1987) – Rússia, Mongòlia
- Silometopoides yodoensis (Oi, 1960) – Rússia, Xina, Corea, Japó